# Nord-Pas-de-Calais (regio)
Nord-Pas-de-Calais (Nederlands: Noord-Nauw van Calais) was tot einde 2015 een van de 21 Franse regio's. Het bestond uit het Noorderdepartement en het departement Pas-de-Calais. Het had een oppervlakte overeenkomend met 40% van België of 92% van het Vlaams Gewest. De regio maakt na de regionale herindeling per januari 2016 deel uit van de regio Hauts-de-France.
Nord-Pas-de-Calais ontstond in 1960 bij de oprichting van de regio's. In 1972 verkreeg de regio de status van een établissement public (publieke instelling) onder leiding van een regionale prefect. Door de decentralisatiewetten van 1982 werden de regio's ook collectivités territoriales (territoriale overheden), de status die voordien enkel gemeenten en departementen bezaten. In 1986 werden voor het eerst rechtstreeks regio-raden gekozen. Sindsdien stond de nationale overheid steeds meer bevoegdheden af aan de regionale overheden.
Het gebied heeft een rijke historie als grensgebied tussen Frankrijk en de Nederlanden. Het gebied hoorde in de 16e eeuw grotendeels bij de Zeventien Provinciën maar werd later ingenomen door Lodewijk XIV. Van oudsher speelde de nijverheid er een grote rol. Het is een sterk verstedelijkte streek waar tot voor kort de mijnbouw en textielindustrie domineerden.
Rond de eeuwwisseling begon een nieuwe economische bloei van het gewest tot een van de meest dynamische gebieden in Frankrijk. Het heeft vanaf begin jaren 1990 meer directe buitenlandse investeringen aangetrokken dan enig ander gewest buiten het Île-de-France.

## Naam en wapen

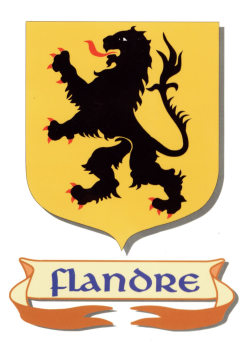
Vous êtes en Flandre

Anders dan in de vorige twee eeuwen werd het Vlaamse karakter van dit gebied ook in Frankrijk zelf meer geafficheerd, ironisch genoeg juist op het tijdstip waarop het Vlaams als taal nagenoeg geheel was verdwenen. De regio voerde de Vlaamse Leeuw in wapen en vlag, maar de 'conseil régional' (regioraad) hanteerde een moderner logo, dat de toren van een typisch Vlaams belfort toonde, geplaatst in een hart. De gecombineerde naam 'Nord-Pas-de-Calais' klonk sommigen niet vlot in de oren en kwam als fusie-naam a-historisch en gekunsteld over. Daarom ijverden sommige groeperingen om de naam om te vormen tot 'Pays-Bas français' of Franse Nederlanden, zonder succes.

## Geografie

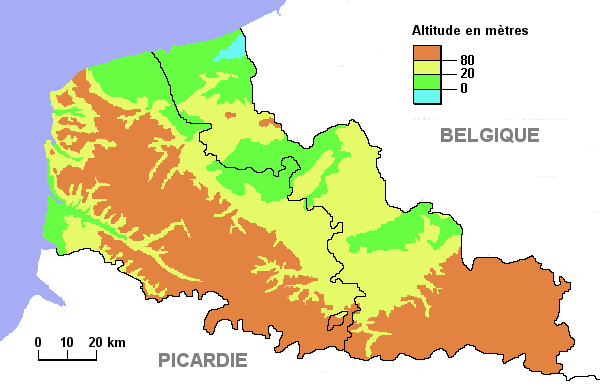
Reliëf van Nord-Pas-de-Calais.

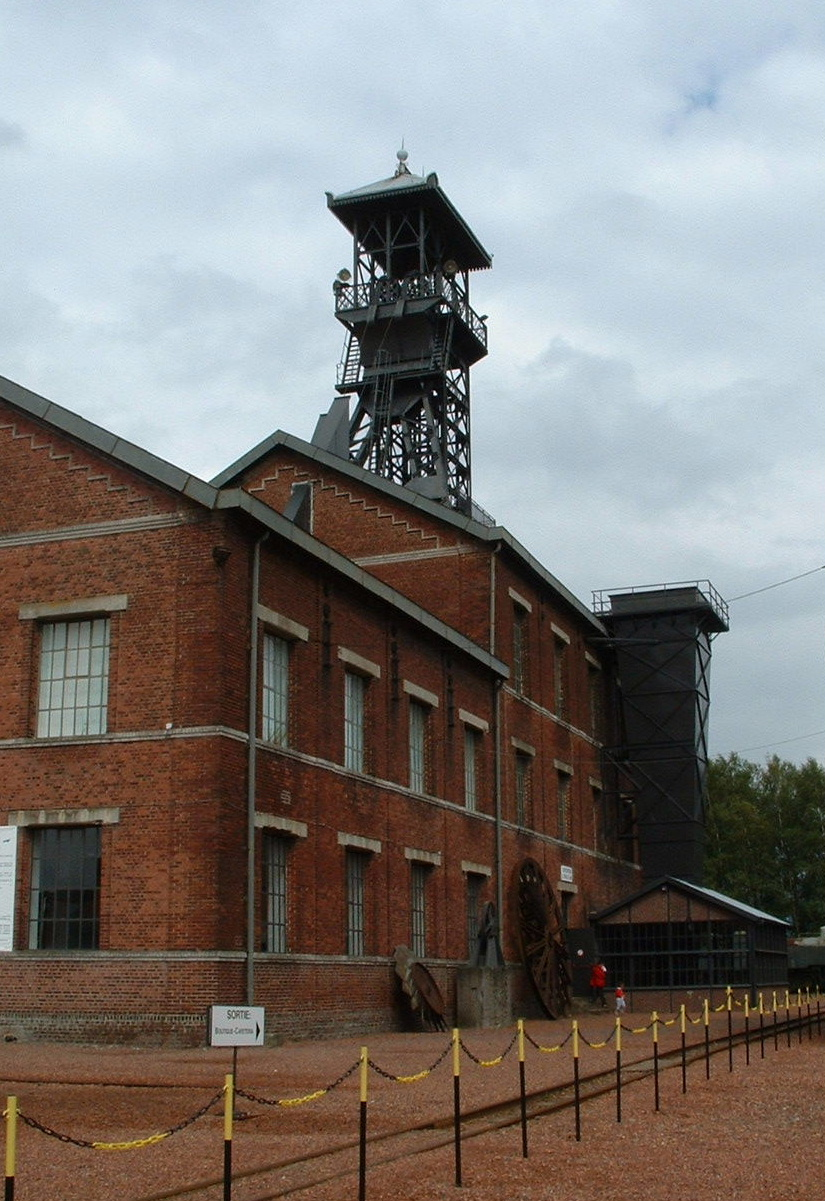
Historisch centrum voor de mijnbouw te Lewarde

De regio heeft veel steenkoolmijnen en andere zware industrie gekend. Door de sluiting van de mijnen en vele andere bedrijven kent de streek een hoge werkloosheid en armoede. Typisch voor de streek zijn de vele kleine arbeidershuizen.
De kust van deze streek wordt de Opaalkust genoemd. Deze bestaat hoofdzakelijk uit zandstranden, maar er zijn ook een paar kliffen: de Cap Blanc-Nez (Kaap Blankenes) van 134 meter in witte krijt en de Cap Gris-Nez (Kaap Zwartenes) van 45 meter hoog in zandsteen. Deze hebben aan de Engelse zijde van het Nauw van Calais hun tegenhanger in de kliffen van Dover. De kust heeft veel badplaatsen, maar is minder druk bebouwd dan de Belgische kust. Het hoogste punt van deze regio is de Mont Anor van 271 meter in Anor.

## Aangrenzende regio's
Nord-Pas-de-Calais grenst aan:
| Aangrenzende regio's | Aangrenzende regio's | Aangrenzende regio's | Aangrenzende regio's | Aangrenzende regio's |
| -------------------- | -------------------- | -------------------- | -------------------- | -------------------- |
| Kent (VK)            |                      | West-Vlaanderen (BE) |                      |                      |
|                      |                      |                      |                      |                      |
| Het Kanaal           | Henegouwen (BE)      |                      |                      |                      |
|                      |                      |                      |                      |                      |
|                      |                      | Picardië             |                      |                      |

## Steden
- De administratieve hoofdstad (préfecture of prefectuur) is Rijsel (Lille).

Historisch belangrijke steden zijn voorts:
- Arras
- Boulogne-sur-Mer
- Calais
- Cambrai
- Douai
- Duinkerke (Dunkerque)
- Sint-Omaars (Saint-Omer)
- Valenciennes

Daarnaast zijn vermeldenswaard:
- Lens
- Liévin
- Marcq-en-Barœul
- Maubeuge
- Roubaix
- Tourcoing
- Villeneuve-d'Ascq
- Wattrelos

## Demografie
De regio heeft 4 miljoen inwoners (7% van de Franse bevolking). Met een bevolkingsdichtheid van 320 inwoners per km² neemt zij na Île-de-France de tweede plaats in in Frankrijk; dat wil zeggen dat zij na Parijs het tweede metropoolgebied in Frankrijk vormt. Meer dan 80 procent van haar bevolking woont in stedelijk gebied.
| 1           | 4  | Rijsel       | 1.163.934 |
| 2           | 12 | Douai-Lens   | 546.294   |
| 3           | 19 | Valenciennes | 399.144   |
| 4           | 34 | Béthune      | 268.972   |
| 5           | 36 | Duinkerke    | 259.134   |
| Bron: Insee |    |              |           |

Door het hoge geboortecijfer is de bevolking van Nord-Pas-de-Calais de jongste van alle regio's: 36,5% van de inwoners is minder dan 25 jaar oud (het landelijk gemiddelde is 32,4%). Niettemin loopt het bevolkingsaantal langzaam terug door het vertrekoverschot.
De regionale onderwijsvoorziening van de 'Académie de Lille' (Academie van Rijsel) omvat 1 miljoen leerlingen en studenten. Hoger onderwijs en onderzoek worden verzorgd door de Université Lille Nord de France (110.000 studenten, 10 campussen en een Europees Doctorandicollege).

## Geschiedenis

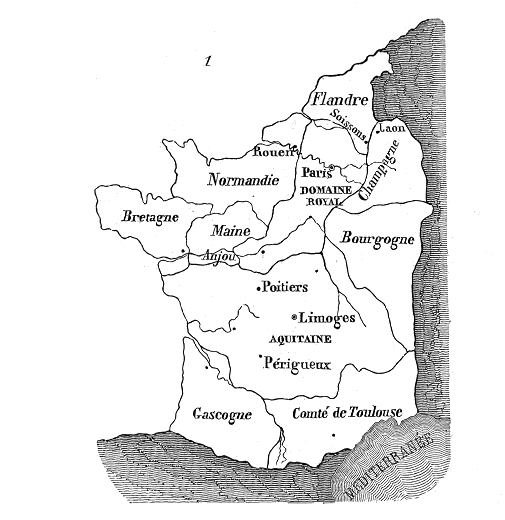
De grote 'Franse landen' in de tiende eeuw: Vlaanderen, Champagne, Bourgondië, Toulouse, Gasconje, Aquitanië, Anjou, Maine, Bretagne, Normandië, en het koninklijke gebied

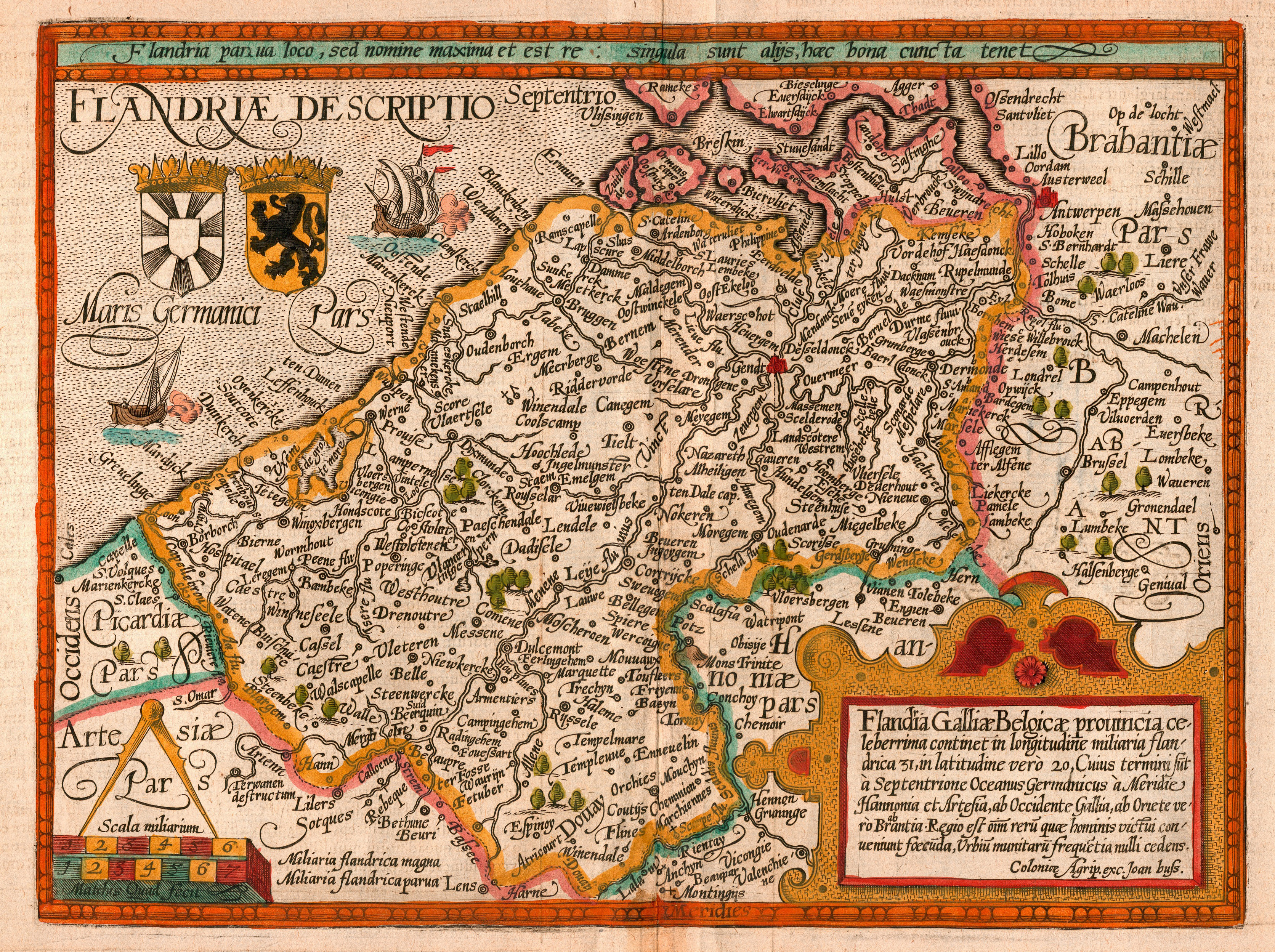
Vlaanderen in 1609

De regio omvat als hoofdbestanddelen de Franse delen van Vlaanderen (Frans-Vlaanderen) en van Henegouwen (Frans-Henegouwen), alsmede het gewest Artesië (Artois). Deze gebieden horen pas sinds de 17e eeuw bij Frankrijk. Daarvoor maakten zij deel uit van de Bourgondische resp. Spaanse Nederlanden. Daarnaast hoort tot deze regio het vroegere graafschap Boulogne of de 'Boulonnais' met de belangrijke havenstad Boulogne-sur-Mer, alsmede de vroeger (van 1347 tot 1558) bij Engeland behorende havenstad Calais.
Op het einde van het ancien régime bestonden er in deze regio twee Franse provincies:
- Artois (Artesië) met le Boulonnais (het Boonse)
- Flandre (Vlaanderen) met Flandre maritime (Westhoek), Flandre wallonne (Rijsels-Vlaanderen), Hainaut (Henegouwen), le Cambresis (het Kamerijkse).

De provincies waren een soort onderverdeling van de grotere Franse 'landen' of gewesten. Vlaanderen was in de vroege middeleeuwen een van deze tien oudste Franse 'landen'. In een groot deel van dit 'Flandre', tot aan Calais toe, werd Vlaams gesproken.

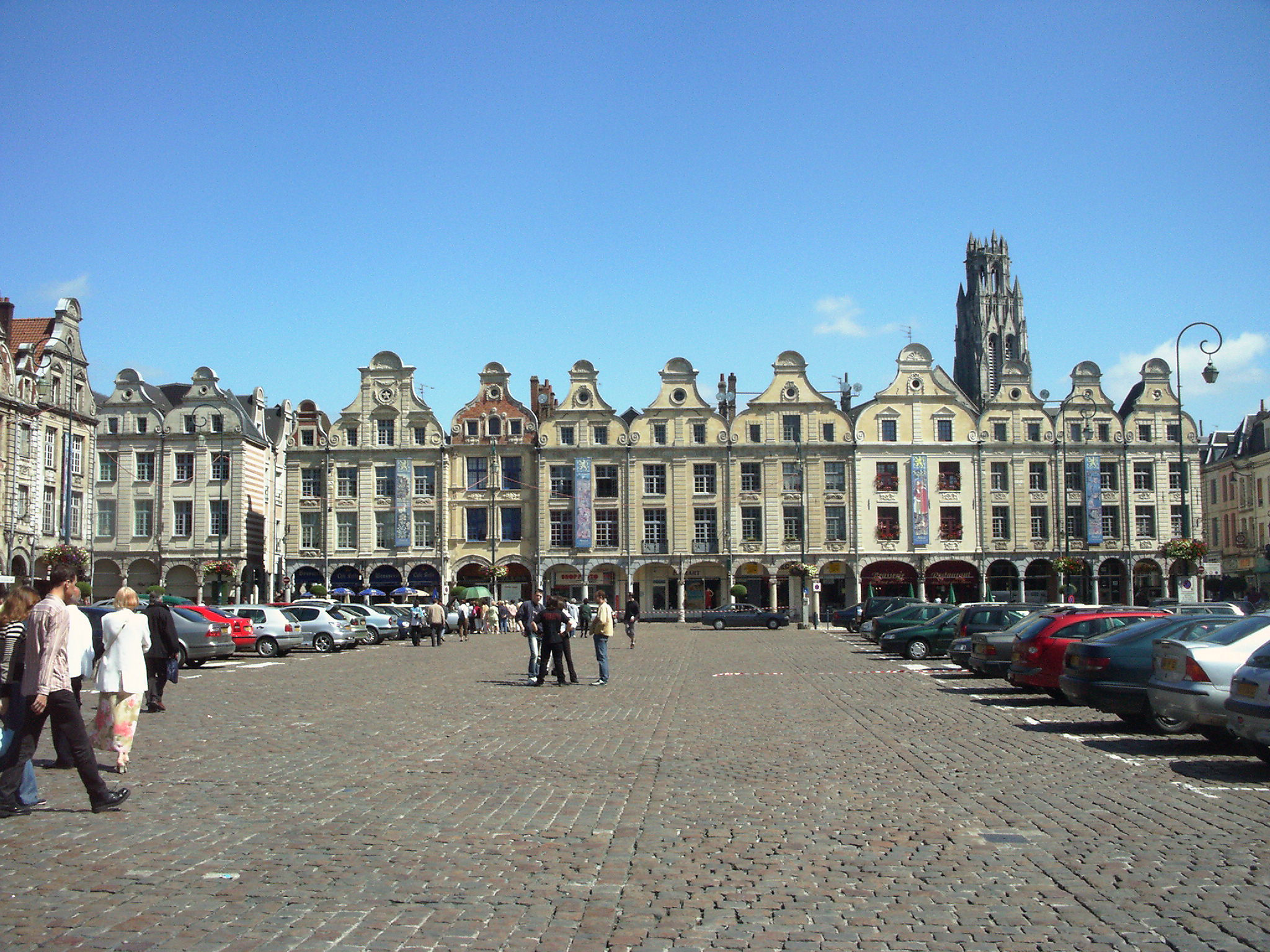
Arras (Atrecht): De typisch Vlaamse marktplaats (Place des Héros), geplaveid met kasseien
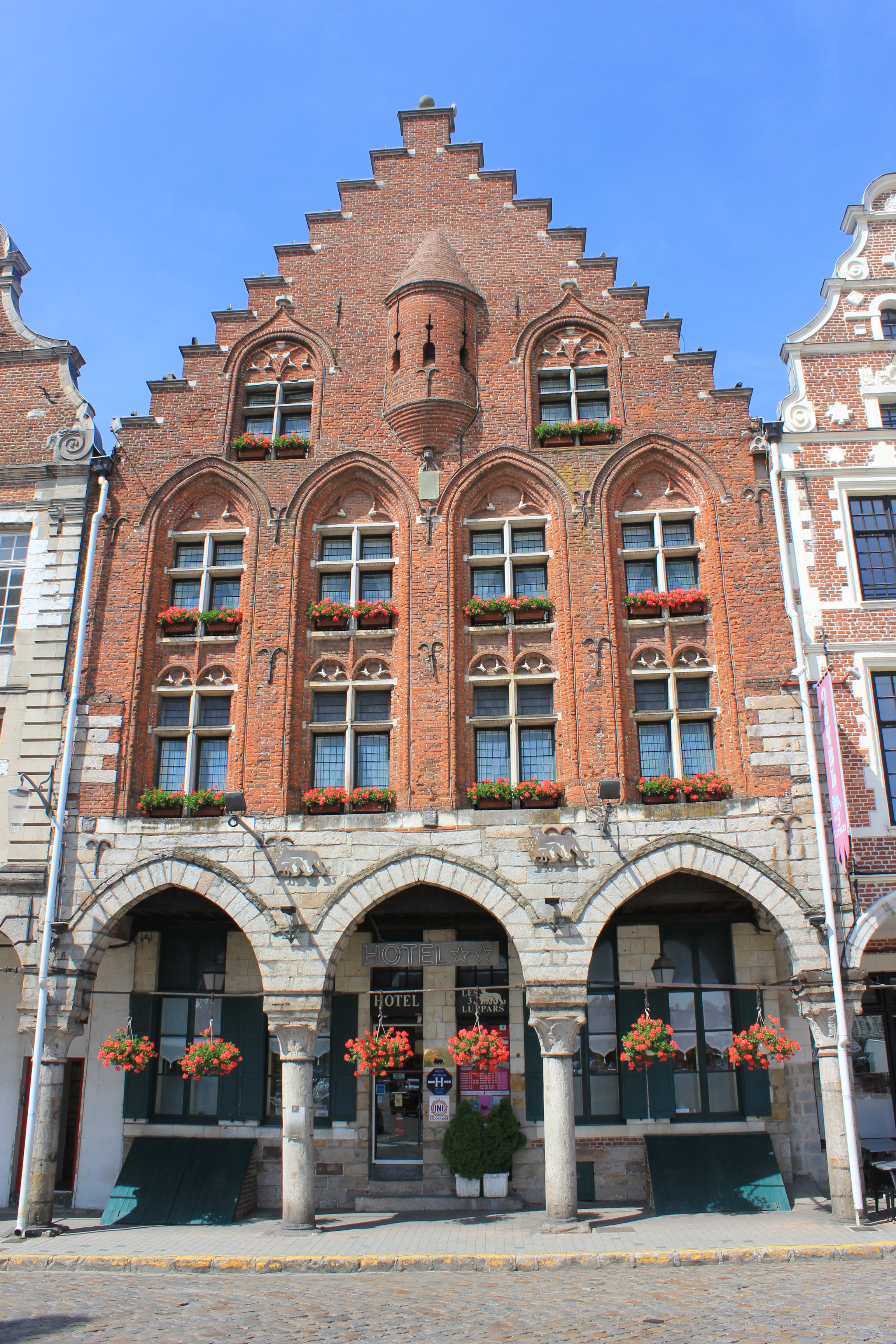
Arras: Hotel 'Les Trois Lupars' op de Grand'Place)
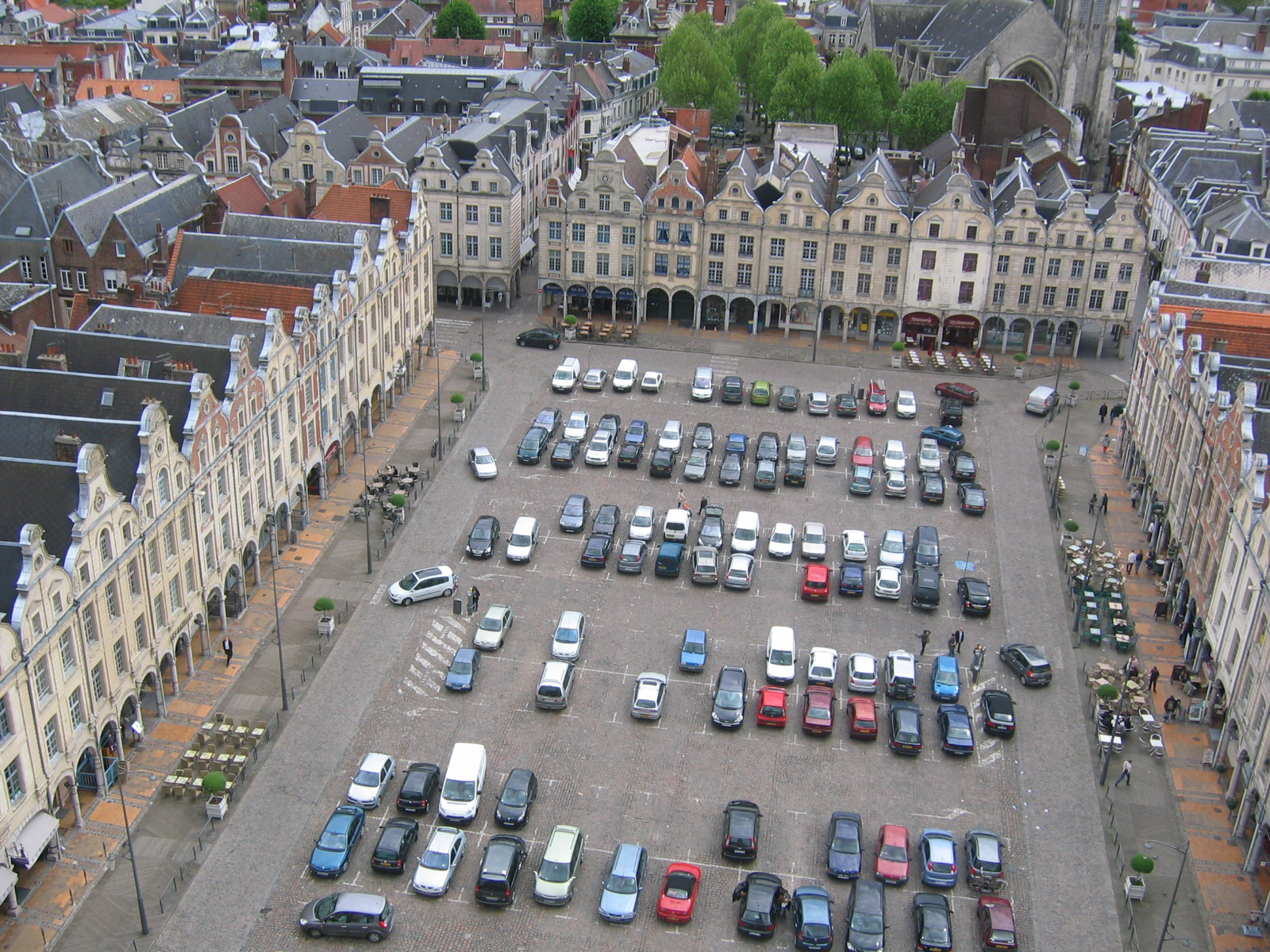
Arras: Parkeren op de Petite Place

## Politieke indeling
| Département   | Prefectuur | ISO 3166-2 | Arrondissementen | Kantons | Gemeenten | inwoners (jaar)  | oppervlakte (km²) | bevolkingsdichtheid (inw./km²) |
| ------------- | ---------- | ---------- | ---------------- | ------- | --------- | ---------------- | ----------------- | ------------------------------ |
| Nord          | Rijsel     | FR-59      | 6                | 79      | 652       | 2.564.950 (2007) | 5.743             | 446,6                          |
| Pas-de-Calais | Arras      | FR-62      | 7                | 77      | 895       | 1.456.726 (2007) | 6.671             | 218,4                          |

## Infrastructuur

### Kanaaltunnel
De Kanaaltunnel (Engels: 'Channel Tunnel' of 'Chunnel', Frans: 'Tunnel sous la Manche') is een spoorwegtunnel onder Het Kanaal tussen Frankrijk en Engeland. De bouw van deze tunnel werd voltooid op 6 mei 1994. De tunnel loopt van Calais naar Folkestone in Kent. Hij is ongeveer 50 kilometer lang.

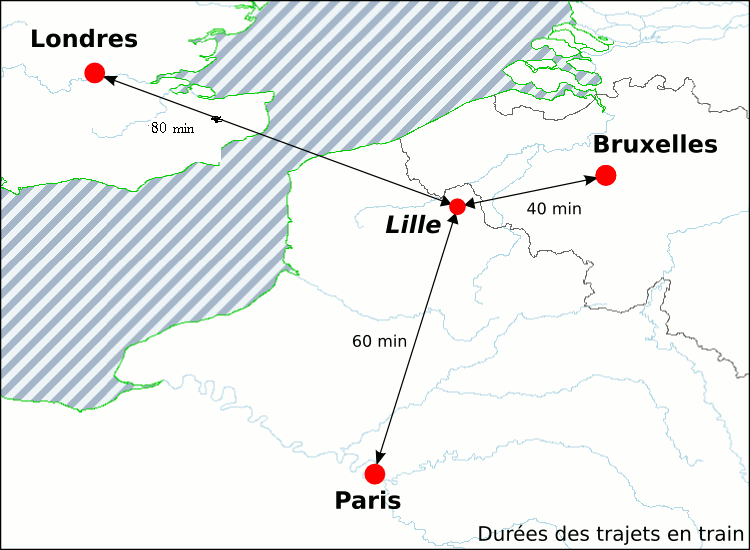
Rijsel als knooppunt tussen Londen, Brussel en Parijs

### Spoorwegknooppunt Rijsel
Rijsel vormt een spoorwegknooppunt in Noord-Frankrijk. Er zijn twee stations: Lille Europe, waar op wat treinen na enkel TGV- en Eurostar-treinen stoppen, en het kopstation Lille Flandres, waar de meeste andere treinen vertrekken of hun reis beëindigen. Het grootstedelijke gebied rond station Lille Europe, 'Euralille', is ontworpen door de architect Rem Koolhaas.

### Verkeersknooppunt Duinkerke
Duinkerke is ook een verkeersknooppunt. Het ligt aan de snelweg E40, die een veertigtal kilometers westelijk in Calais begint. In zuidoostelijke richting is er de E42/A25, die Frans-Vlaanderen doorkruist in de richting van Rijsel en bij Bergen op de E19 uitkomt.
Er is een TGV-verbinding met Rijsel en Parijs en er zijn TER-treinen (zie hieronder) die de hele regio bedienen.

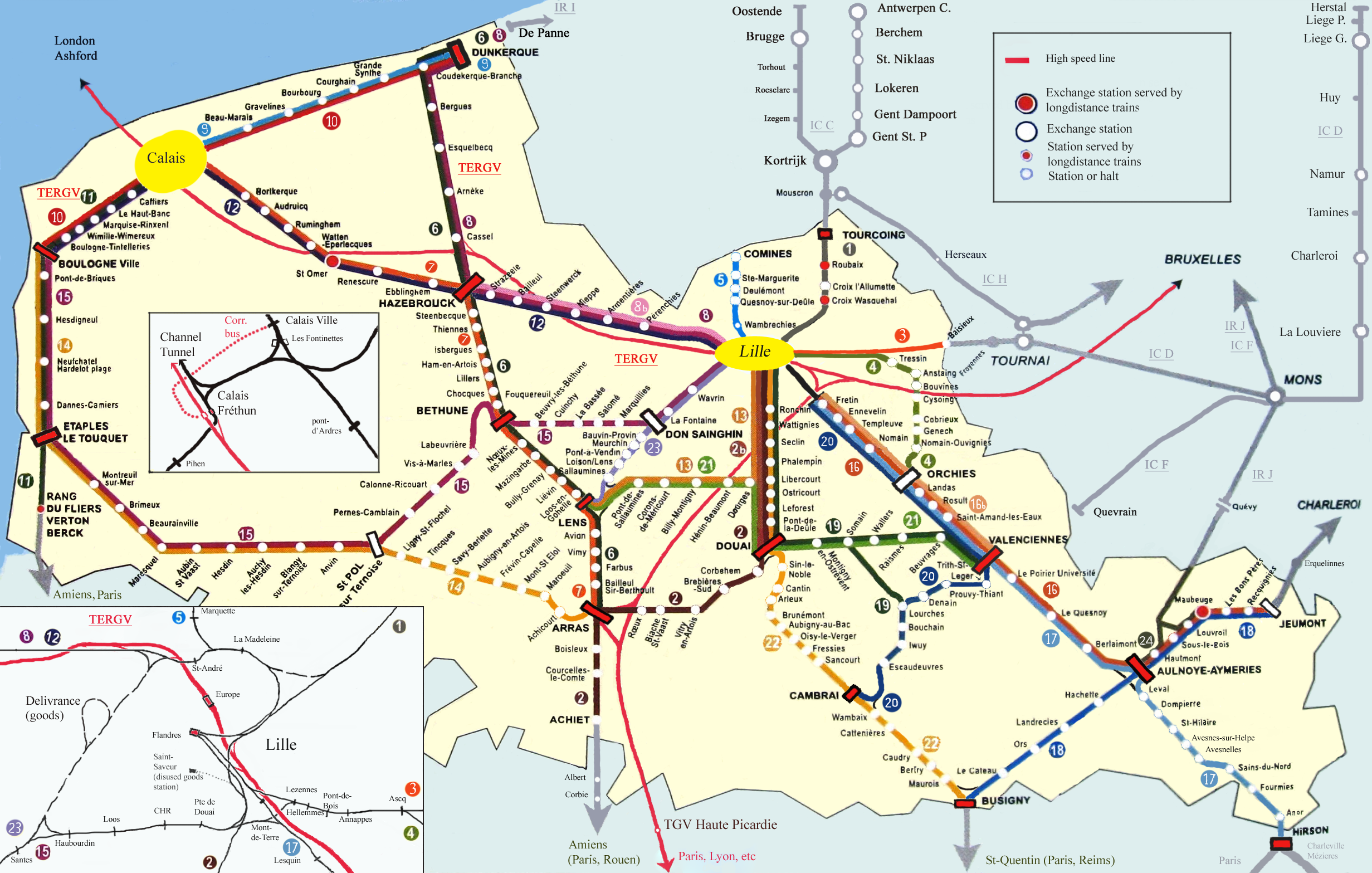
TER kaart van de regio

### Regionaal spoornet
Het regionaal spoornet heeft 1300 km spoorlijn, heeft 18 lijnen in de dienstregeling en bedient 211 stations. Het is het op een na grootste regionaal spoornet van Frankrijk, na dat van TER Rhône-Alpes.

## Toerisme

Kaart met de Belforten in België en Frankrijk die op de UNESCO-Werelderfgoedlijst staan.

- Sinds 1999 heeft de UNESCO 17 belforten in Noord-Frankrijk op de Werelderfgoedlijst geplaatst, samen met 39 gelijkaardige torens in België.

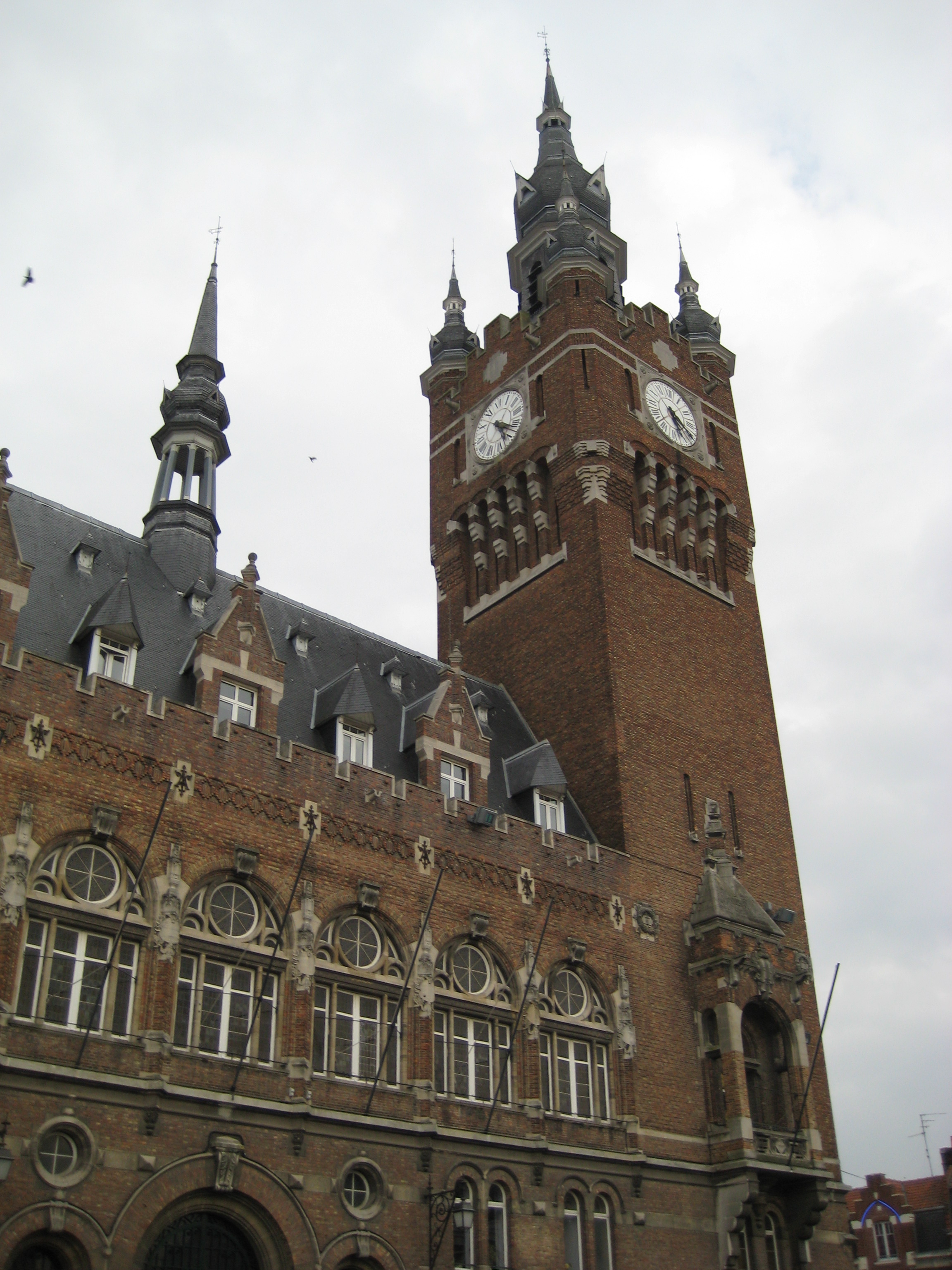
Belfort van Armentières
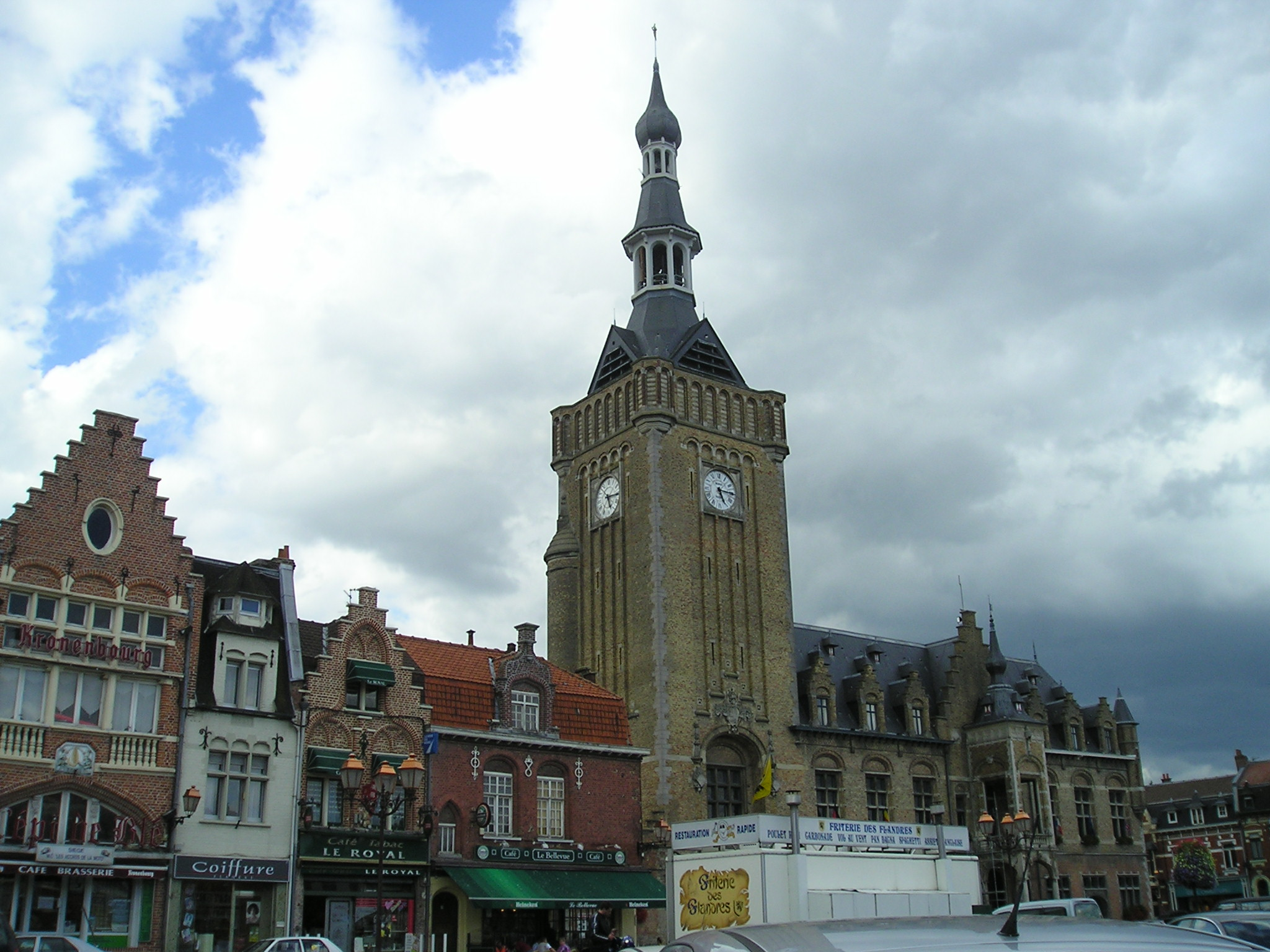
Belfort van Belle (Bailleul)
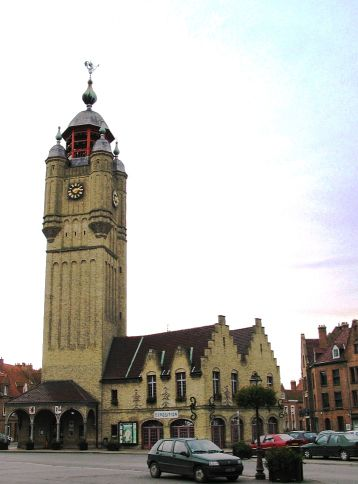
Belfort van Sint-Winoksbergen (Bergues)
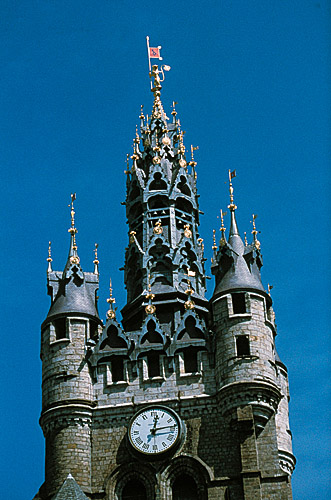
Belfort van Douai
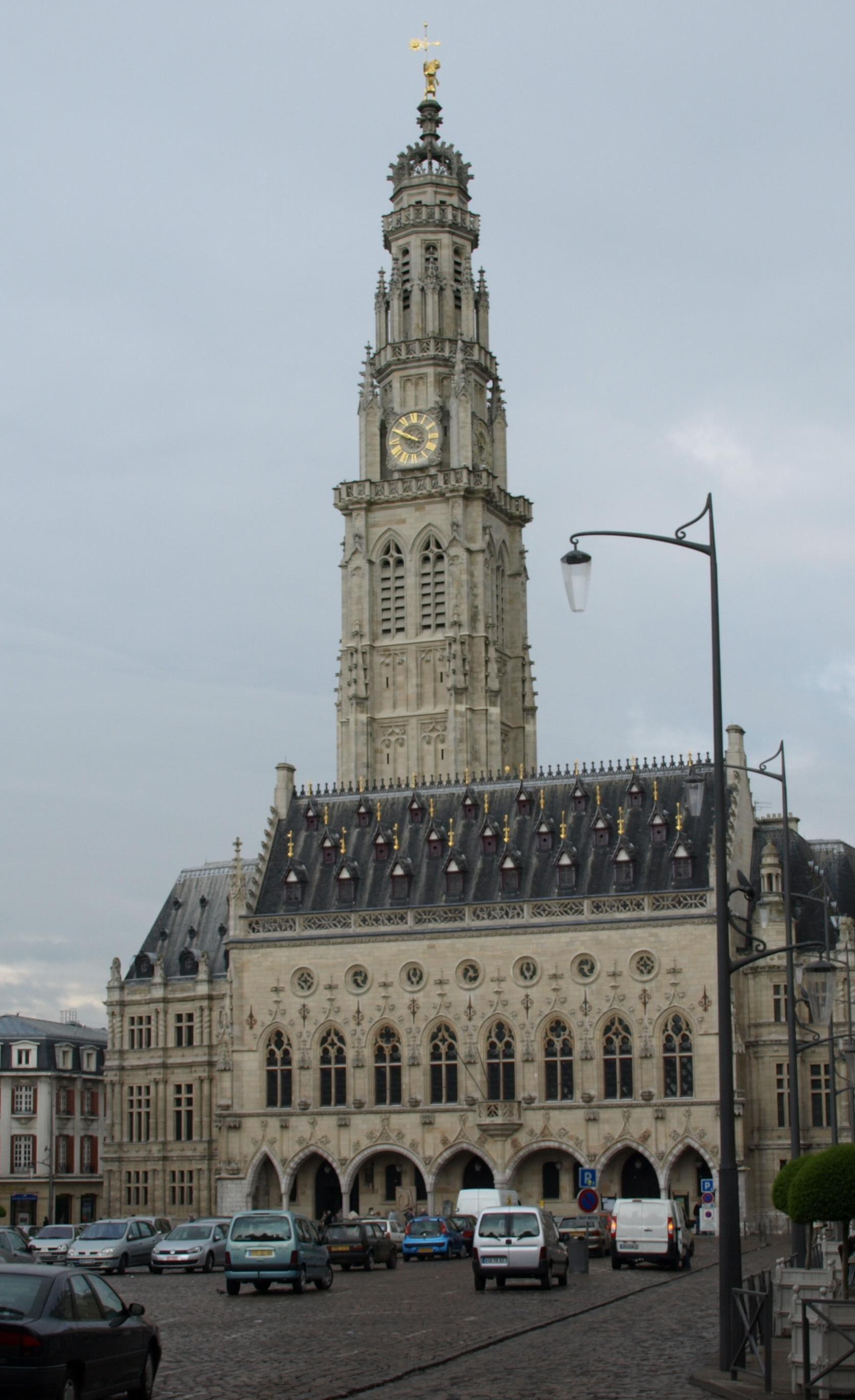
Belfort van Arras

- Cap Blanc-Nez en Cap Gris-Nez behoren tot de nationale bezienswaardigheden van Frankrijk. 'Dunes de Flandres' is het gebied met de zes noordelijkste Franse vakantieoorden aan zee: Duinkerke, Leffrinkhoeke, Zuidkote, Gijvelde, Tetegem en Bray-Dunes.
- Duinkerke hoort samen met Belle en Le Portel tot de hoofdplaatsen van het Noord-Franse carnaval.

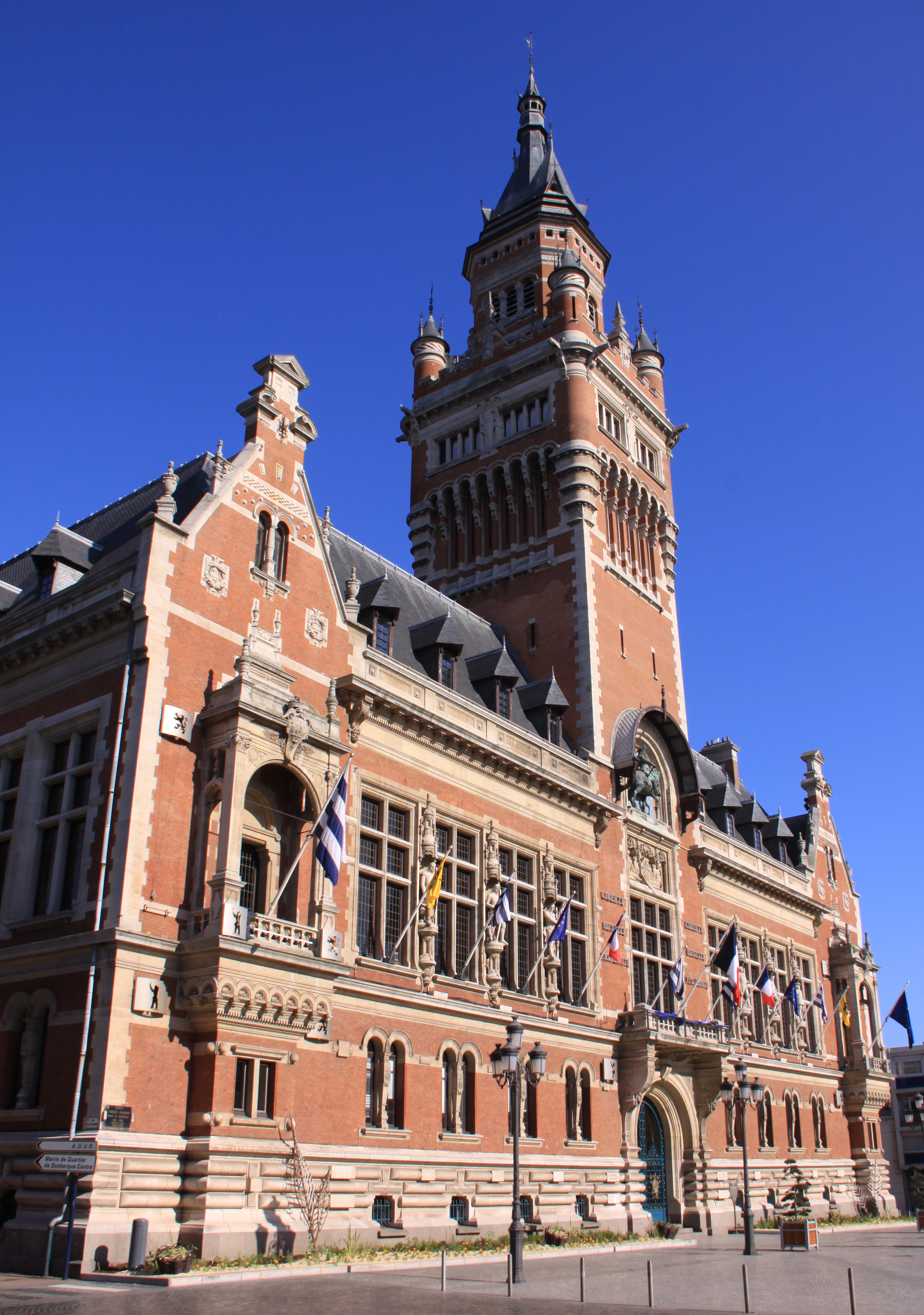
Duinkerke: Stadhuis
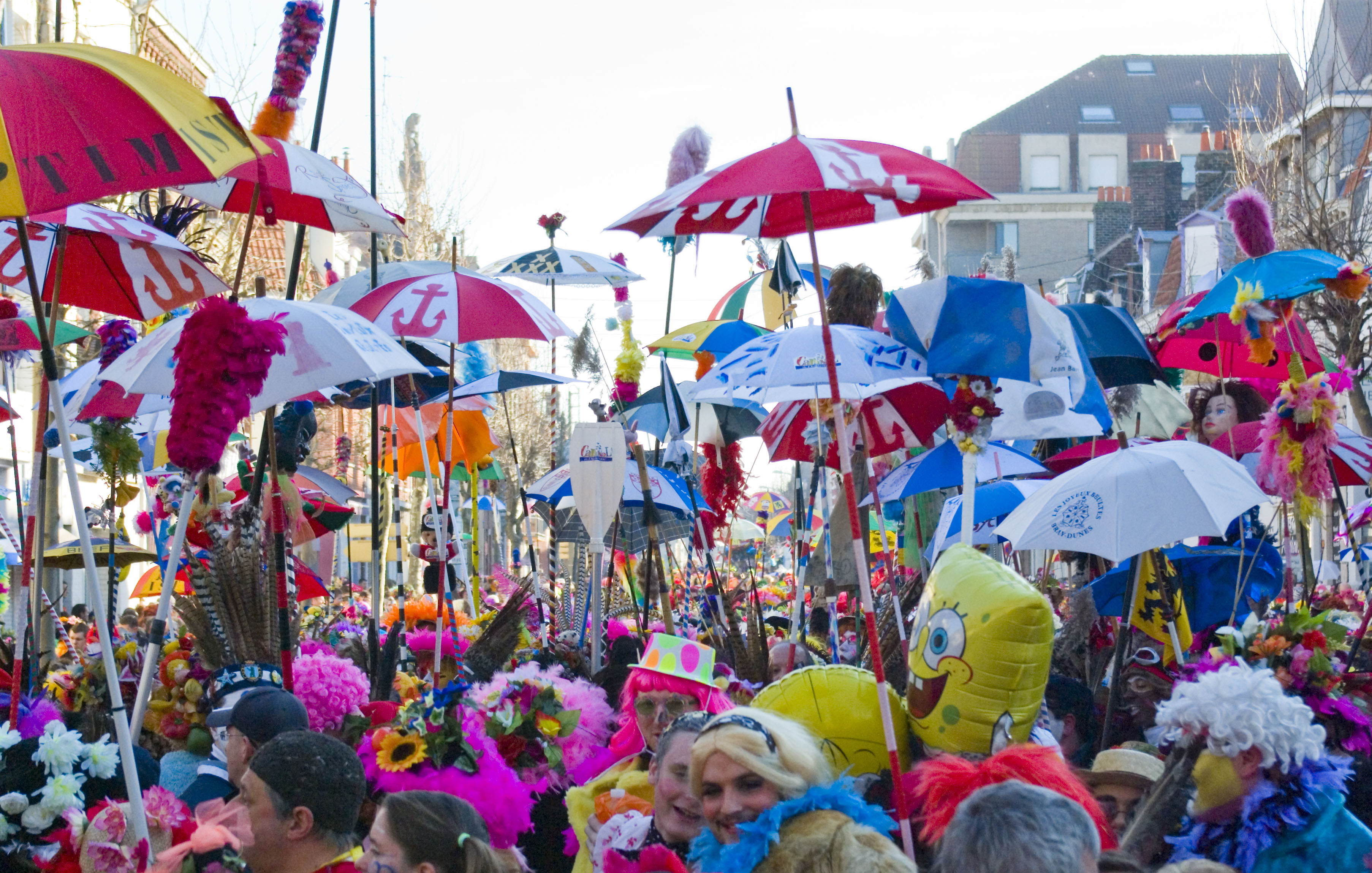
Carnaval in Duinkerke
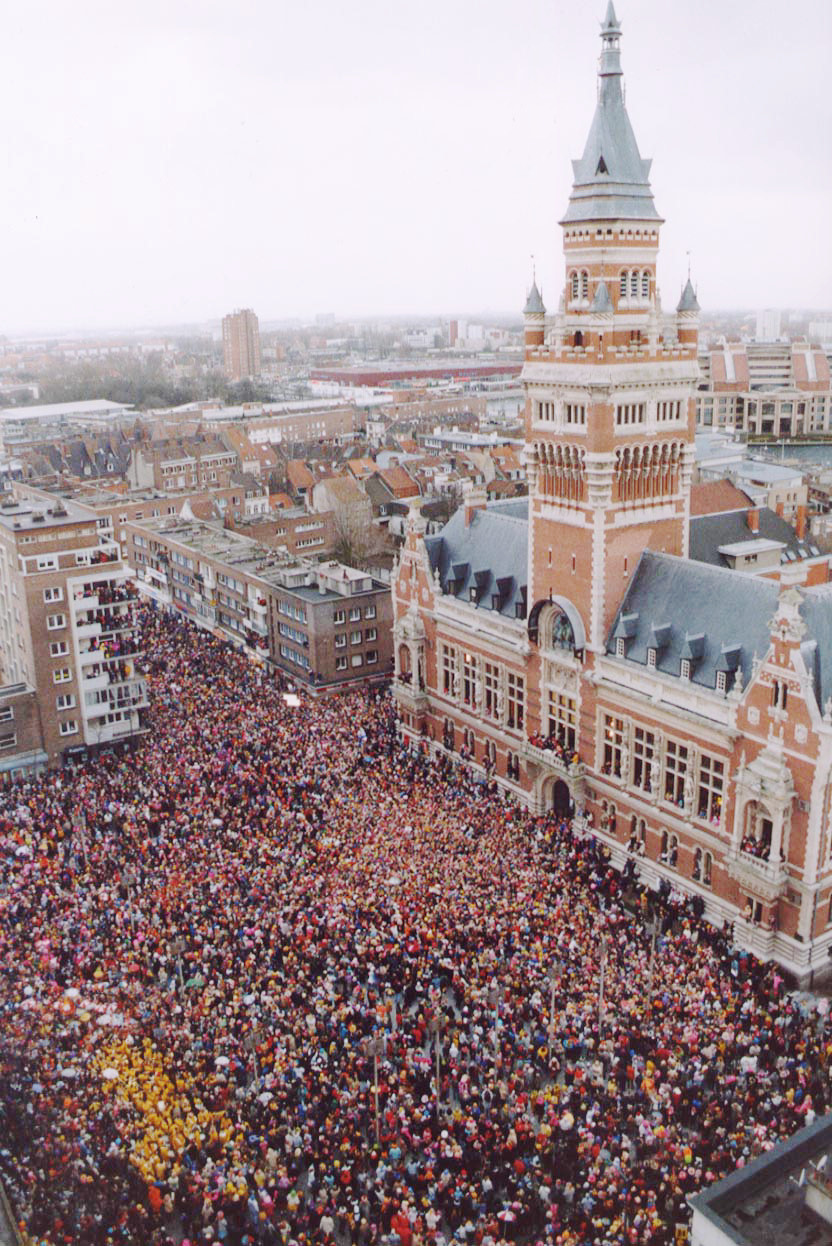
Carnaval in Duinkerke